# Relaciones Guatemala-Kirguistán
Las relaciones Guatemala-Kirguistán son las relaciones internacionales entre Kirguistán y Guatemala. Los dos países establecieron relaciones diplomáticas el 10 de febrero de 1993.Ambos países mantienen embajadores concurrentes desde Nueva York.